# Стоил Стоилов (политик)
Вижте пояснителната страница за други личности с името Стоил Стоилов.
Стоил Мирославов Стоилов е български IT експерт, икономист и политик от „Продължаваме промяната“. Народен представител в XLVII народно събрание.

## Биография
Стоил Стоилов е роден в Плевен, България на 4 май 1992 г. Завършва Американския университет в България със специалностите „Бизнес администрация“ и „Компютърни науки“.
На парламентарните избори през ноември 2021 г. като кандидат за народен представител е 2-ри в листата на „Продължаваме промяната“ за 15 МИР Плевен, откъдето е избран.